# Mère et fille (film, 1912)
Pour plus de détails, voir Fiche technique et Distribution.
Mère et fille (en suédois : Mor och dotter) est un film muet dramatique suédois sorti en 1912 et dirigé par Mauritz Stiller. C'est le premier film de Stiller apparu publiquement.

## Synopsis
Le comte Raoul de Saligny  rend visite à Elvira qui devient sa maîtresse par la suite ; mais la fille d'Elvira s'amourache de lui...Cela conduit à un drame de la jalousie, car Elvira tue Raoul d'un coup de pistolet. Elle est reconnue coupable du crime et condamnée à huit ans de prison. Sa fille, qui entre-temps s'est enrôlée à la Croix rouge, se rend à la prison et la mère et la fille se réconcilient avant que la mère ne meure.

## Fiche technique
- Direction : Mauritz Stiller
- Scénario : Mauritz Stiller
- Pays : Suède
- Production : AB Svenska Biografteatern
- Photographie : Julius Jaenzon
- Dates de sortie : 
  -  Suède : 30 septembre 1912

## Distribution
- Anna Norrie : Elvira Sylva, chanteuse de variété
- Mauritz Stiller : Raoul de Saligny
- Lilly Jacobsson : la fille d'Elvira
- Nils Elffors : le maître d'hôtel
- Mabel Norrie

## À propos du film
Le film a été tourné dans la seconde quinzaine de juin 1912. Il a été projeté pour la première fois le 30 septembre 1912 au cinéma Röda Kvarn  de Sveasalen à Stockholm. Le film a été tourné dans le studio du théâtre suédois Biograft à Lidingö. La photographie du film est de Julius Jaenzon. Le film a été exporté en Allemagne sous le titre de Mutter und Tochter et projeté à Berlin, mais il a été interdit par la censure en Bavière à cause de sa morale licencieuse.